# Svítidlo

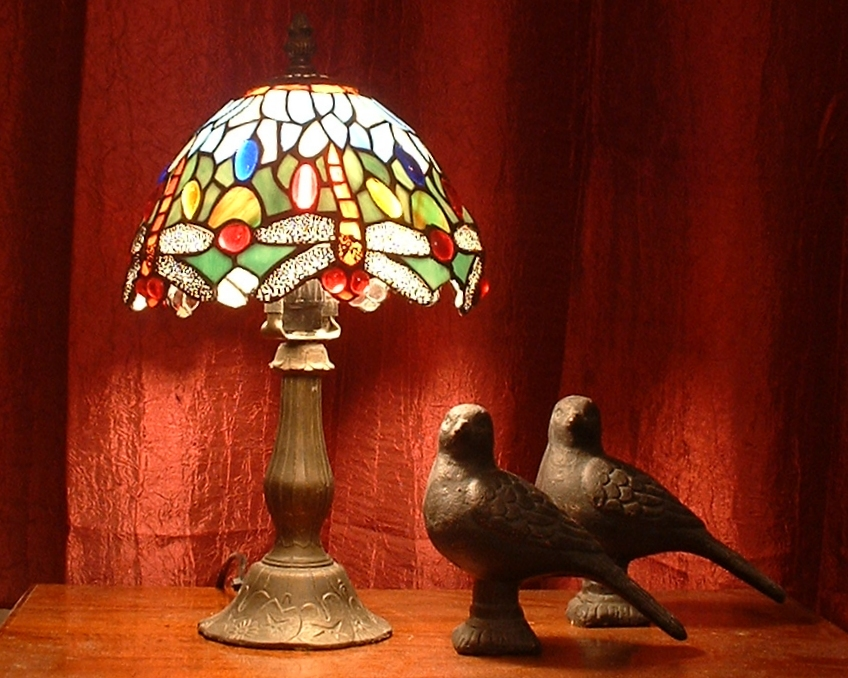
Lampička

Svítidlo je elektrický spotřebič sloužící k osvětlování.

## Hlavní celky
- těleso svítidla (korpus, montura) je mechanický základ celého svítidla, slouží k upevnění na stěnu nebo nosnou konstrukci. Nese ostatní díly a je k němu přimontované celé elektrické vybavení.
- světelný zdroj může být žárovka, zářivka, výbojka, LED. Je snadno vyměnitelný díky normalizované patici.
- kryt je průhledná nebo průsvitná, snadno demontovatelná část. Někdy jen ve formě mřížky nebo ozdobného stínidla. Mechanicky chrání křehký světelný zdroj. Zlepšuje rozložení světla a je nejnápadnější částí designu svítidla.

Podle použitého světelného zdroje dělíme svítidla na:
- žárovková s klasickými žárovkami, halogenovými žárovkami nebo nízkovoltovými halogenovými žárovkami
- zářivková s lineárními nebo kompaktními zářivkami
- výbojková s výbojkou metalhalogenidovou, sodíkovou nebo rtuťovou
- LED diodová

Použitý světelný zdroj určuje také volbu ovládacích přístrojů. Zdroje nelze libovolně zaměňovat, vede to přinejmenším ke snížení životnosti. Typicky po záměně žárovek za úsporky nelze svítidlo stmívat původním stmívačem. Při náhradě žárovkových svítidel zářivkovými může zkolabovat funkce některých schodišťových spínačů nebo pohybových čidel.

## Konstrukční díly ovlivňující směrování světla

### Reflektor
Odráží světlo ze směrů do kterých svítidlo nemá svítit a směřuje je do požadovaného směru pomocí odrazu (reflexe). Bývá tvořen vyleštěnou kovovou nebo pokovenou plochou. Někdy jen čistě bílou plochou. Při pohledu na svítidlo je reflektor pro diváka za světelným zdrojem.

### Refraktor
Usměrňuje a rozptyluje světlo zdroje do požadovaných směrů a snižuje jas zdroje na přijatelné hodnoty. Využívá jevu refrakce – lomu světla. Refraktorem bývají různá tvarovaná průhledná, rastrovaná skla, baňky, kotouče, mezikruží, mřížky. Při pohledu na svítidlo je refraktor mezi divákem a světelným zdrojem.

### Difuzor
Rozptyluje světlo tak, aby svítidlo působilo jako plošný zdroj světla. Využívá se difúze – rozptylu světla. Zpravidla je difuzor konstruován jako kryt z opálového (mléčně zakaleného) skla nebo plastu. Úplně zakrývá světelné zdroje a často má za úkol také chránit světelný zdroj před mechanickým poškozením, znečištěním a vlhkostí. Funkci difuzoru může mít i reflektor, zejména je-li tvořen bílou (nikoliv zrcadlovou) plochou a využívá-li svítidlo převážně nepřímý způsob osvětlení (odrazem přes tuto bílou plochu).

## Rozdělení svítidel podle způsobu a místa upevnění
- přisazené svítidlo – montuje se přímo na povrch stěny, stropu, podhledu
- vestavné svítidlo – montuje se do dutiny v podhledu nebo stěně, nejčastěji do sádrokartonu
- zavěšené svítidlo – zavěšuje se na tyč (lustr, penda), nebo na lankové závěsy (lineární zářivky)
- reflektor (světlomet)

- svítidlo veřejného osvětlení

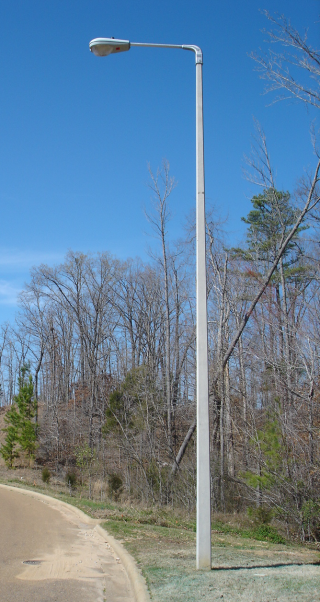
Svítidlo veřejného osvětlení na sloupu s výložníkem

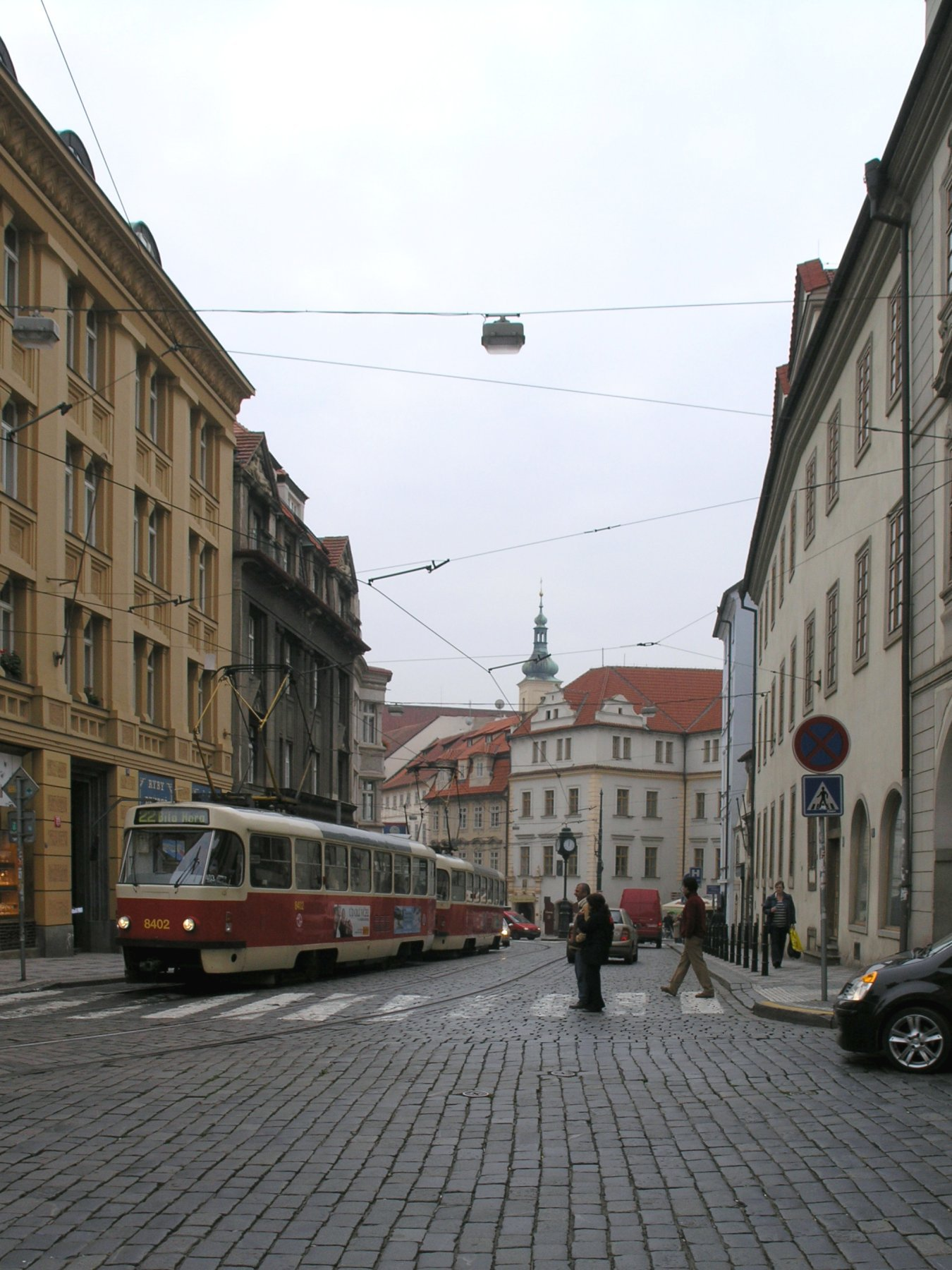
Svítidlo VO na převěsu

  - výložník (svítidla) je nosná konstrukce, která nese svítidlo veřejného osvětlení nad osvětlovaným prostorem. Umožňuje umístit svítidlo v potřebné vodorovné vzdálenosti od svislého stožáru, sloupu nebo stěny. Provedením je to nejčastěji trubka na jednom konci s přírubou pro montáž na svislou konstrukci. Na volném konci je upevněno svítidlo. Vnitřkem trubky je ke svítidlu protažený napájecí kabel. Na obdobnou konstrukci se instalují také světelná signalizační zařízení.
  - převěs je lano napnuté mezi budovami nad prostorem, který chceme osvětlit. Ve vhodném místě je na laně zavěšeno svítidlo veřejného osvětlení. Napájecí kabel je uchycen k lanu. Odbočovací svorky s pojistkou jsou ve skříni umístěné na některé z budov, na kterých je převěs ukotven. Využívá se především tam, kde není možné postavit stožár. Hlavně na pěších zónách a na komunikacích průmyslových areálů. Obdobným způsobem se zavěšují trolejová vedení pro tramvaje a trolejbusy.
- stolní a pracovní lampa – na rozdíl od výšeuvedených svítidel je skoro vždy připojena pohyblivým přívodem do zásuvky a je možné s ní snadno manipulovat.

## Specializovaná svítidla

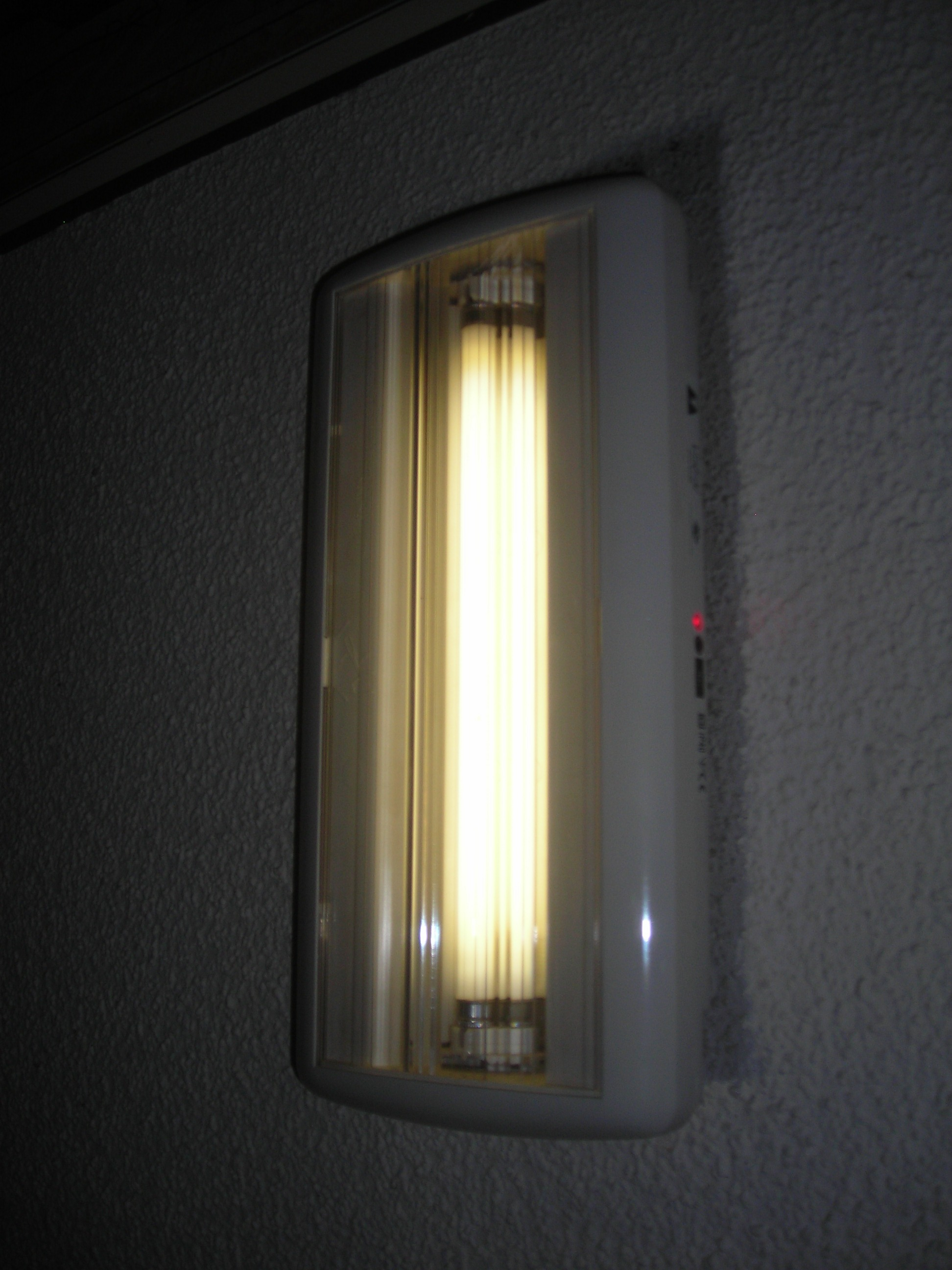
Nouzové svítidlo

### Nouzová svítidla
Jako součást systému nouzového osvětlení. Rozsvítí se samočinně při přerušení dodávky elektrické energie. Pro některé stavby je instalace nouzového osvětlení předepsána stavebními normami. Světelným zdrojem je nejčastěji zářivka. V rozsáhlých budovách a novostavbách se instalují systémy s centrálním zdrojem proudu. Akumulátory jsou soustředěny na jediném místě a řídící jednotka zabezpečuje dobíjení, periodickou kontrolu funkčnosti svítidel a rozsvícení při výpadku elektrické energie. Každé jednotlivé svítidlo je napájeno přímo z akumulátorovny a to dělá celý systém těžkopádným. Při přerušení kabelu následkem požáru nebo havárie vzdálená svítidla nesvítí, přestože jsou jinak funkční. Proto se při rekonstrukcích a v menších objektech používají autonomní svítidla. V každém svítidle je akumulátor a dobíjecí elektronika včetně elektronického předřadníku pro zářivku. Tato svítidla jsou připojena jen krátkým vedením z nejbližšího rozvaděče. Při výpadku proudu nezáleží na stavu kabelového vedení. Pokud je svítidlo funkční, svítí ze svého akumulátoru. Může být realizováno jako samostatné nouzové svítidlo, nebo jen jako nouzový modul vestavěný do běžného zářivkového svítidla. Pak funguje jako nouzové osvětlení některá zářivka, která svítí i za normálních okolností. Když v nějaké veřejné prostoře (Metro, podzemní garáže) uvidíte, že na některých svítidlech je zelený pruh, tak právě tohle svítidlo má v sobě nouzový modul.

#### Režimy svícení nouzových svítidel

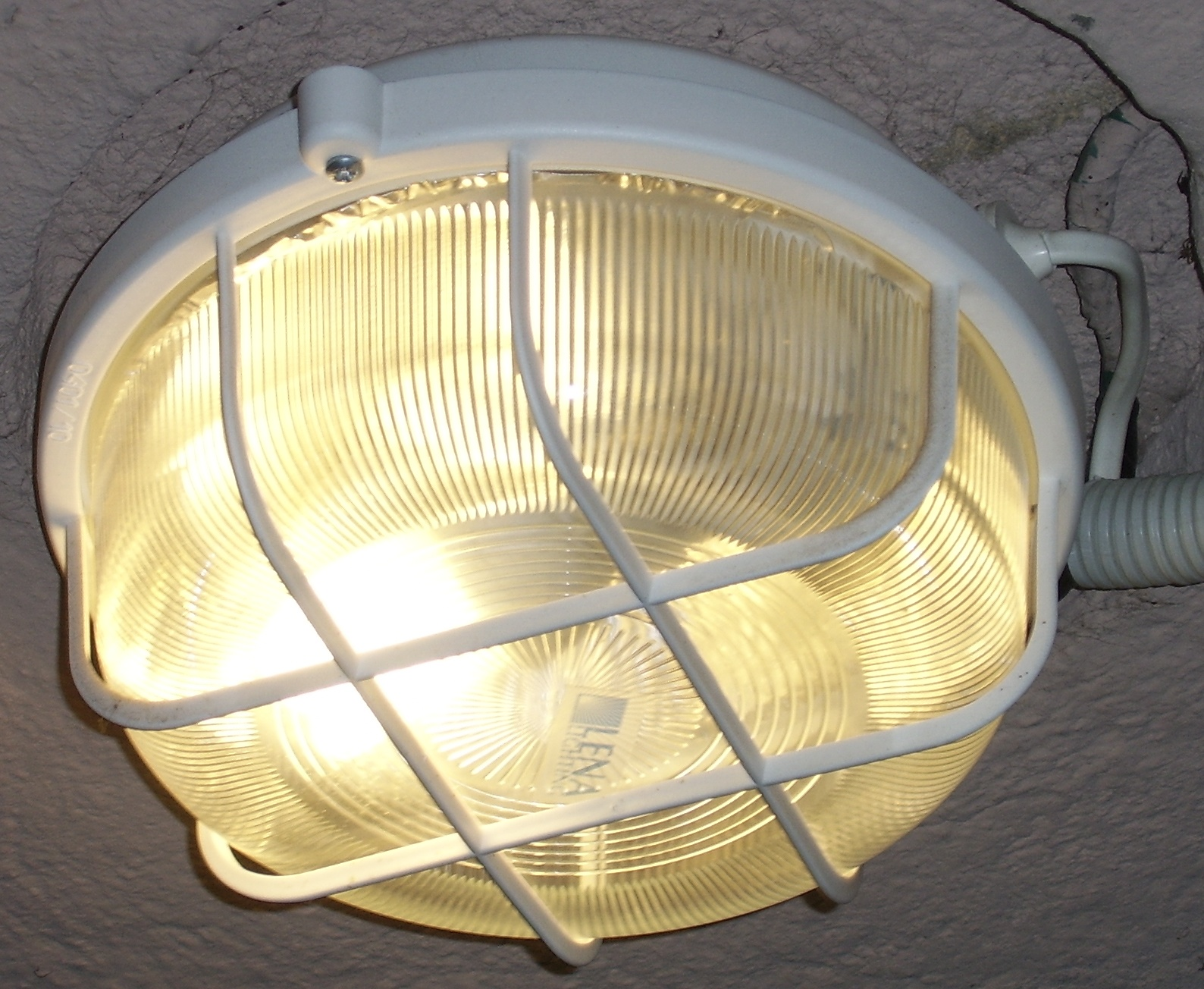
Prachotěsné žárovkové svítidlo

- netrvalé svícení – ve svítidle je jediná zářivka, která se automaticky rozsvítí při výpadku elektrické energie
- trvalé svícení – ve svítidle je jediná zářivka, která se za normálního stavu rozsvěcí a zhasíná běžným vypínačem. Při výpadku elektrické energie se tato zářivka automaticky rozsvítí bez ohledu na polohu vypínače. Do tohoto svítidla vedou dvě napájecí vedení, jedno je spínáno vypínačem, druhé vede přímo.
- kombinované svícení – ve svítidle jsou dvě zářivky. Jedna se rozsvěcí a zhasíná vypínačem, druhá se rozsvítí automaticky při výpadku elektrické energie. Vždy svítí nejvýše jedna ze zářivek. Také do tohoto svítidla jsou přivedena dvě napájecí vedení.

### Prachotěsná svítidla
Mají vysoký stupeň krytí (až IP66). Navzdory názvu se mimo výrobní prostory znečištěné prachem používají hlavně v prostorách se zvýšenou vlhkostí, jako jsou podzemní garáže a tunely. Svítidla jsou úplně uzavřená a styk krytu s tělesem svítidla je utěsněn pružným těsněním. Konstrukce těchto svítidel zaručuje také dostatečnou odolnost proti úderu (označuje se IK..). Proto se stejná svítidla používají v tělocvičnách a sportovních halách. Pro koupelny se používají svítidla s krytím IP44.

## Konstrukce svítidel
Moderní hromadně vyráběná svítidla jsou důsledně stavebnicová. Stejné těleso může být vybaveno žárovkovou objímkou nebo objímkou a předřadníkem pro kompaktní zářivku. Svítidla pro lineární zářivky při stejném vzhledu tělesa i krytu mohou být vybavena elektromagnetickým předřadníkem (startér, tlumivka, kondenzátor) nebo elektronickým stmívatelným i nestmívatelným předřadníkem. Bez ohledu na typ předřadníku může být do svítidla vestavěn modul nouzového osvětlení.